# Nioki
Cet article possède un paronyme, voir Gnocchi.
Cette dernière est appelée « MBOK’IBAYA », à cause de la grande réserve du bois qu’elle regorge. Nioki est une ville forestière, grâce à sa proximité avec la grande forêt équatoriale.
D’après les statistiques, elle a une population de plus ou moins 150.000 habitants, parmi lesquels on peut encore trouver des tribus pygmées, connus mieux aujourd’hui sous l’appellation des « peuples autochtones ». Ces derniers revendiquent jours et nuits leurs droits humains et s’intègrent très progressivement à la vie pseudomoderne de la ville.
L’aérodrome de Nioki
Jadis, Nioki était appelé « MPOTOMPELA », à cause de la lumière qui faisait rayonner la ville. Mais aujourd’hui il n’en est plus le cas. Il faudrait attendre le soir pour voir comment l’obscurité enveloppe la ville. Une obscurité totale. Cela explique bien le pourquoi de l’absence d’une morgue. Il n’y en a pas !
Voilà en sommes ce que nous pouvons apprendre et comprendre de Nioki.
A Nioki l’on ne se sent pas étranger, ni mort. Mais l’on se sent bien vivant que jamais.
Nioki est une localité du Territoire de Kutu dans la province du Mai-Ndombe au Congo-Kinshasa.

## Géographie
Elle est située au confluent des rivières Fimi et Molubampe à l'ouest du chef-lieu territorial Kutu.

## Histoire
Le poste colonial de Nioki est fondé vers 1887 par Alexandre Delcommune. 
Présentement administrée par le bourgmestre Mario MOKE MI-OKIM. 
Héritier NZENGELI Nioki Informaticien
Contact : +243 813810207

## Administration
Localité de 20 155 électeurs enrôlés pour les élections de 2018, elle a le statut de commune rurale de moins de 80 000 électeurs, elle aura 7 conseillers municipaux.

## Population
Le dernier recensement date de 1984, l'accroissement annuel de la population est estimé à 2,10,.
| 1984   | 2004   | 2012   | 2023    |
| ------ | ------ | ------ | ------- |
| 21 909 | 35 900 | 42 402 | 212 000 |